# Bold Park

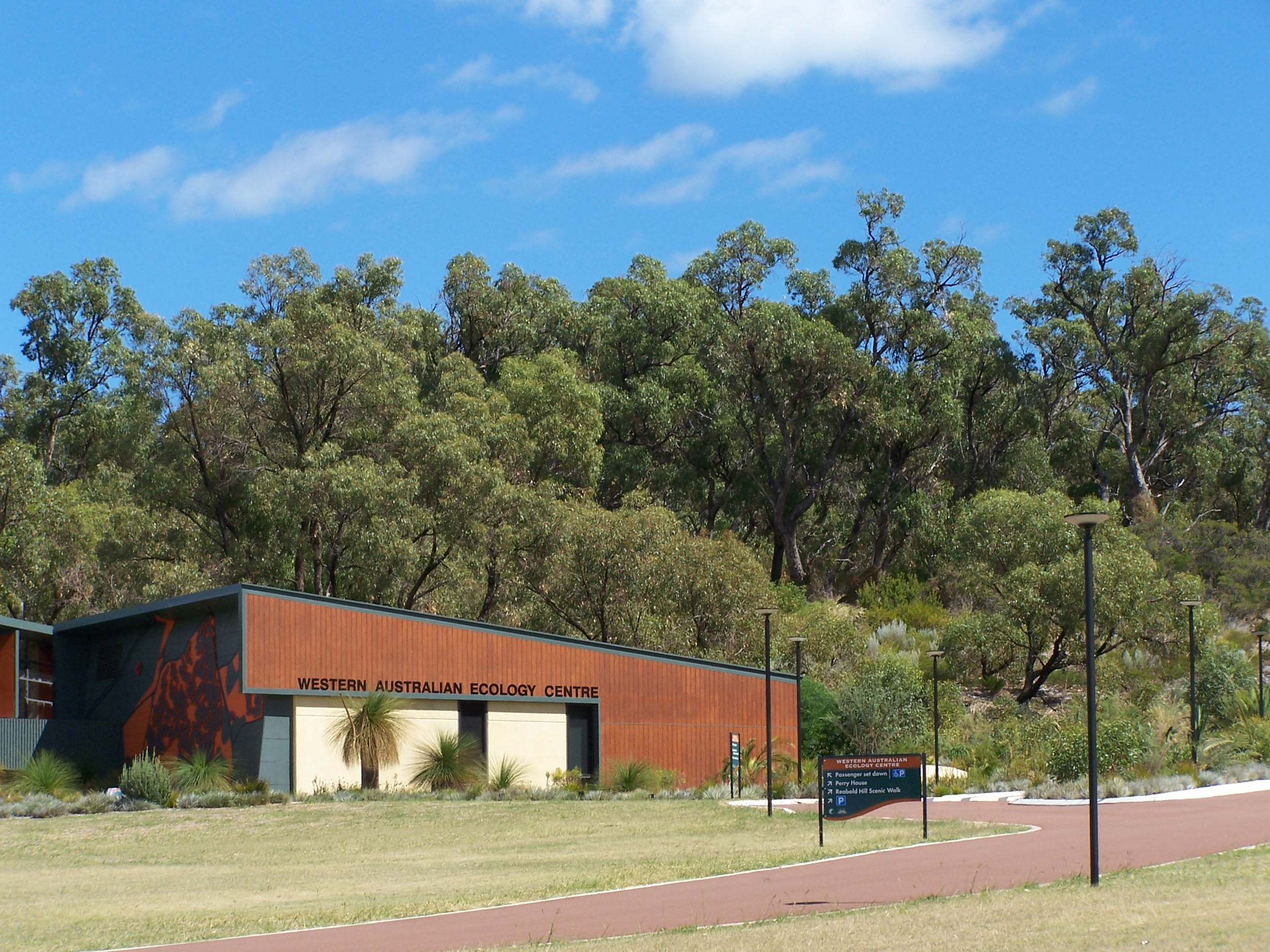
Le WA Ecology Centre à Bold Park avec Reabold Hill en fond.

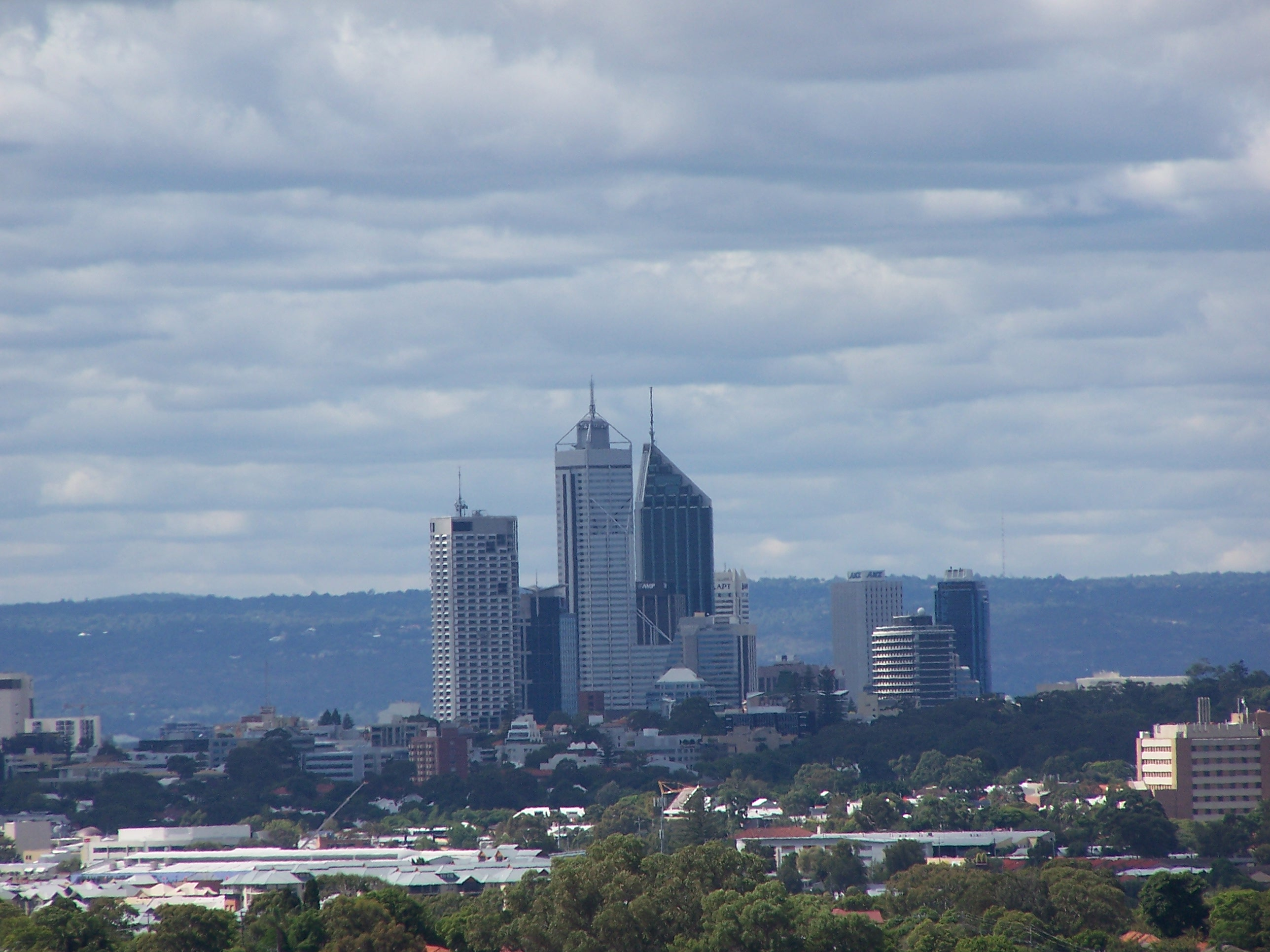
Perth vue de Reabold Hill à Bold Park

Bold Park est un parc boisé de 437 ha de City Beach, une banlieue de Perth. Il est situé 8 km à l'ouest du quartier des affaires de la ville, et à moins d'un kilomètre de l'océan Indien. Son relief légèrement accidenté offre de belles vues sur la ville et l'océan.
Le Perth City Council a établi Bold Park in 1936. Le parc tient son nom de William E. Bold, clerc de la ville de 1900 à 1944, une durée record.
Bold Park est localisé sur une plaine côtière calcaire. Le calcaire était extrait autrefois de cette zone pour approvisionner les habitants de Perth.